# Краткая история распада
«Краткая история распада» (фр. Précis de décomposition) — книга румынского философа Эмиля Чорана, написанная в 1949 году, его первая работа, написанная на французском языке. Нигилистическая по тону, книга состоит из серии философских размышлений на различные темы, такие как фанатизм, музыка и прогресс. Основная тема книги — концепция распада, который может проявляться у людей как болезнь или психическое расстройство, а в обществах может проявляться как упадок в декаданс.
В 1937 году Чоран покинул родную Румынию и переехал в Париж, где прожил до конца своей жизни. Этот переезд разделил творчество Чорана на два периода: ранний румынский период и более поздний, зрелый французский период. Промежуток времени между переездом Чорана и появлением «Краткой истории распада» совпал со Второй мировой войной. С 1937 по 1949 годы Чоран изучал французский язык, пока не почувствовал, что может публиковаться на этом языке. В 1947 году он представил «Краткую историю распада» издательству «Галлимар», но потом отозвал её, чтобы переписать. Книга была наконец опубликована в 1949 году. Чоран описал процесс изучения французского языка как «самую трудную задачу» в своей жизни, сравнив его с «надеванием смирительной рубашки».
«Краткая история распада» была удостоена французской литературной премии Ривароля (фр.); в комитет премии входил Андре Жид. Хотя Чоран отказался от большинства присуждённых ему литературных премий, он принял премию Ривароля как признание своего первого произведения на французском языке, на котором он будет писать всю оставшуюся жизнь.
За «Краткой историей распада» в 1952 году последовала вторая французская книга Чорана «Вся горечь разделена» (фр. Syllogismes de l'amertume).

## Синопсис
Текст состоит из серии кратких размышлений и коротких эссе, обычно объёмом от одной до трёх страниц, и организован в шесть глав (главы 1, 2, 4 и 6 состоят из 78, 10, 18 и 34 размышлений соответственно. Главы 3 и 5 состоят каждая из одного эссе). На протяжении всего текста Чоран поэтическим языком поднимает ряд негативных тем, пронизывающих его творчество. К этим темам относятся недовольство миром, взгляды на тщетность жизни, антинатализм и антихристианские настроения:

Прожив — проверив все доводы против жизни — я лишил её всех её вкусовых качеств… Я познал постсексуальную метафизику, пустоту тщетно рождённой вселенной и то рассеивание пота, которое погружает тебя в вековой холод, предшествующий ярости материи. И я старался быть верным своим знаниям, заставлять свои инстинкты уступать, и понял, что бесполезно владеть оружием небытия, если ты не можешь обратить его против себя. Ибо взрыв желаний, среди наших знаний, которые им противоречат, создаёт ужасный конфликт между нашим разумом, противостоящим Творению, и иррациональным субстратом, который всё ещё привязывает нас к нему.
— 

Исчерпав свои аппетиты, человек, приближающийся к предельной форме отрешённости, больше не желает увековечивать себя; он ненавидит выживать в ком-то другом, кому к тому же ему нечего больше передать; этот вид ужасает его; он чудовище, а чудовища не рождают.
— 

Как я ненавижу, Господи, мерзость Твоих дел и этих приторных призраков, которые воскуривают Тебе благовония и уподобляются Тебе! Ненавидя Тебя, я избежал сахарных заводов Твоего царства, болтовни Твоих марионеток… Из всего, что было предпринято по эту сторону небытия, есть ли что-либо более жалкое, чем этот мир, если не считать идеи, которая его породила?
— 
В первой главе книги — самой длинной, занимающей половину её объёма — Чоран вместо этого подчёркивает темы, характерные для этой книги. Эти темы включают в себя общую концепцию распада (индивидуумов, обществ и Вселенной) и благость сомнения. По мнению Чорана, сомнение лучше уверенности в каком-либо непременном идеале (особенно религиозном или политическом), потому что те, кто убеждён в таком идеале, могут быть готовы убить ради него:

Как только человек теряет способность быть безразличным, он становится потенциальным убийцей; как только он превращает свою идею в бога, последствия становятся непредсказуемыми. Мы убиваем только во имя бога или его подделок: эксцессы, спровоцированные богиней Разума, концепцией нации, класса или расы, сродни эксцессам инквизиции или Реформации.
— 
Из-за своей склонности к сомнениям Чоран выражает восхищение упадком цивилизации, приводя в пример упадок Древней Греции, Древнего Рима и французского Старого порядка (который предшествовал Французской революции). По мнению Чорана, такие периоды упадка лучше эпох социальной стабильности, потому что они разрушают старые убеждения, давая людям возможность снова удивляться и сомневаться.

Интеллект процветает только в те века, когда верования увядают, когда их положения и предписания слабеют, когда их правила рушатся. Конец каждого периода — рай для ума, ибо ум вновь обретает свою игру и свои прихоти только в организме, находящемся в состоянии полного распада. Человек, которому не посчастливилось принадлежать к периоду творения и плодородия, страдает от его ограничений и его рутины; раб одностороннего видения, он заключён в ограниченный горизонт.
— 

Мы должны быть благодарны цивилизациям, которые не приняли слишком большую дозу серьёзности, которые играли с ценностями и получали удовольствие от их создания и разрушения. Кто знает, за исключением греческой и французской цивилизаций, более наглядное и шутливое доказательство элегантной ничтожности вещей? Эпоха Алкивиада и восемнадцатый век во Франции — два источника утешения.
— 
Чоран переработал несколько отрывков из своего раннего румынского периода для включения в «Краткую историю распада», свою первую французскую работу. В одном из таких отрывков рассматриваются религиозные взгляды в Испании и России. По словам Чорана, хотя в обеих странах существуют давние христианские традиции, нерелигиозное население в обеих странах выступает в качестве фонового элемента идеи Бога, сохраняя её жизнеспособность и культурную значимость, которые были бы ослаблены в более однородном христианском населении. Этот отрывок представляет собой переработку фрагмента, включённого в более раннюю книгу «Слёзы и святые»; характерная фраза «Если бы Бог был циклопом, Испания была бы Его глазом» встречается в обоих произведениях.

Он боится Испании так же, как и России, и умножает атеистов в обеих странах. Их атаки, по крайней мере, позволили Ему сохранить иллюзию всемогущества: всё же это свойство сохранилось! Но верующие! Достоевский, Эль Греко: были ли у Него когда-либо более яростные враги? … Если бы Бог был циклопом, Испания была бы Его глазом.
— 

## Критика
В 1950 году «Краткая история распада» была удостоена премии Ривароля как лучшее произведение нефранцузского автора. Несмотря на это, Чоран выступил с самокритикой, заявив, что книга «не такая лаконичная, какой она должна была быть».
Карла Томас с философского факультета Годдардского колледжа похвалила прозу книги, назвав Чорана «мастером цинизма, сардонических замечаний и острых афоризмов». Натан Кнапп из Times Literary Supplement положительно отозвался о чувстве ужаса, которое Чоран изобразил в книге, и в своей статье 2019 года сказал, что «он именно тот мыслитель, которого заслуживает наше настоящее время».
В 1936 году Чоран опубликовал книгу «Преображение Румынии», в которой выступал за установление тоталитарного правительства в Румынии. В это время Чоран также поддерживал «Железную гвардию» — румынское фашистское движение. После окончания Второй мировой войны Чоран отказался от своих юношеских фашистских симпатий. Биограф Чорана Марта Петреу интерпретировала некоторые разделы «Краткой истории распада» как «косвенное извинение» за его прежнюю поддержку Железной гвардии.

### Цитируемый текст
- Cioran, Emil. A Short History of Decay. — Arcade, 1975. — ISBN 9781611457360. Foreword by Thacker, Eugene.

### Сноски
1. 1 2 3  Knapp, Nathan (2019). E. M. Cioran: A SHORT HISTORY OF DECAY. Times Literary Supplement. 6067 (12): 31 — Gale.{{cite journal}}:  Википедия:Обслуживание CS1 (url-status) (ссылка)
2. ↑  Cioran, Emil. On the Heights of Despair. — University of Chicago Press, 1992. — P. 127–128. — ISBN 9780226106717.
3. 1 2  Petreu, Marta. An Infamous Past: E.M. Cioran and the Rise of Fascism in Romania. — Ivan R. Dee, 2005. — P. 275, 282. — ISBN 9781566636070.
4. ↑  Cioran 1949, с. ix.
5. ↑  Cioran 1949, с. 69.
6. ↑  Cioran 1949, с. 127.
7. ↑  Cioran 1949, с. 141—142.
8. ↑  Cioran 1949, с. 3.
9. ↑  Cioran 1949, с. 80.
10. ↑  Cioran 1949, с. 8.
11. ↑  Cioran, Emil. Tears and Saints. — University of Chicago Press, 1995. — P. 61, 81–82. — ISBN 9780226106748.
12. ↑  Cioran 1949, с. 133.
13. ↑  Regier, Willis (2004). Cioran's Insomnia. MLN. 119 (5): 1000. doi:10.1353/mln.2005.0018. JSTOR 3251887. S2CID 170780097. Архивировано 11 июля 2022. Дата обращения: 16 февраля 2025 — JSTOR.
14. ↑  Thomas, Carla (1975). A Short History of Decay (Book Review). Library Journal. 100 (9).
15. ↑  Carlin, Romano. Drawn and Quartered: a Short History of E.M. Cioran (1911-95). The Chronicle of Higher Education. 52 (22).